# Cyclodinus maltzevi
Cyclodinus maltzevi is een keversoort uit de familie snoerhalskevers (Anthicidae). De wetenschappelijke naam van de soort is voor het eerst geldig gepubliceerd in 1988 door Blinstein.